# Seconda banca degli Stati Uniti d'America
La Seconda Banca degli Stati Uniti d'America fu una banca centrale degli Stati Uniti d'America, fondata nel 1816 e in funzione fino al 1836.
Lo statuto della banca fu stabilito il 10 aprile 1816, durante la presidenza di James Madison, con l'intento che la banca stabilizzasse la moneta. Fu operativa dal febbraio 1817 sino al gennaio 1836, quando il presidente degli Stati Uniti allora in carica Andrew Jackson decise di non rinnovarle il mandato. Nel 1832 Jackson aveva posto il diritto di veto presidenziale sulla proposta di rinnovare lo statuto.
La seconda Banca degli Stati Uniti aveva il compito di gestire tutte le entrate fiscali del Governo degli Stati Uniti e di stampare carta moneta.

## La Relazione sul Credito Pubblico di Hamilton
Il Second Report on Public Credit ("Seconda Relazione sul Credito Pubblico"), chiamato anche The Report on a National Bank, fu la seconda di quattro proposte per la politica fiscale ed economica statunitense, indirizzate dal Segretario del Tesoro Alexander Hamilton al Congresso il 14 dicembre 1790. La relazione proponeva la creazione di una banca centrale, il cui scopo primario era una politica espansionistica del corso forzoso tramite l'emissione di banconote federali per la monetizzazione del debito pubblico nazionale. Secondo il modello della Banca d'Inghilterra, veniva proposto un istituto di credito la cui proprietà era detenuta da soggetti di diritto privato, ma finanziata con fondi pubblici e che avrebbe dovuto occuparsi della riscossione di tasse e imposte e della gestione degli adempimenti fiscali per conto del governo federale. Alexander Hamilton considerava questa istituzione come un elemento cardine di un sistema finanziario stabile e flessibile.
La proposta di riforma di Hamilton provocò le proteste del ceto agrario, ostile al suo nazionalismo economico. Sollevando dubbi sulla costituzionalità del progetto, il deputato James Madison mise in discussione l'ampio potere conferito al Congresso dalla clausola di necessità ed appropriatezza, che permette al Congresso di approvare norme che attribuiscono a terzi diritti, poteri e funzioni ritenuti necessari per l'effettività dei poteri previsti dalla Carta Fondamentale in capo al Governo, ai Dipartimenti ed Uffici.
Nonostante le obiezioni mosse da Madison, la proposta di legge fu approvata senza emendamenti con 37 voti favorevoli e 20 contrari. La Seconda Banca degli Stati Uniti d'America fu istituita con un mandato di vent'anni.

## Scopo, funzioni ed operatività
Il Segretario del Tesoro era periodicamente aggiornato dagli amministratori in merito all'eventuale sforamento del tetto di 10 milioni di dollari posto al debito della banca (al netto dei depositi), e per il rispetto delle regole federali sulle acquisizioni.
I titoli di debito pubblico - come quelli della Guerra di Indipendenza - furono rimborsati al loro valore nominale con interessi relativi al ritardo dei pagamenti, secondo la disciplina introdotta dalla Prima Relazione sul Credito Pubblico elaborata da Hamilton. La Banca accettò i titoli di Stato di nuova emissione per il riacquisto delle proprie azioni, ad un prezzo pari al 75% del loro valore. Utilizzando questi titoli come garanzia collaterale, furono emesse nuove banconote che divennero il principale mezzo di pagamento a corso forzoso per tutto il Paese, incrementando drasticamente l'offerta di moneta. Hamilton coinvolse il governo federale in un accordo che lo portò ad acquistare azioni della Banca per 2 milioni di dollari, tramite capitale prestato a breve termine dall'istituto stesso.
"A partire dal 1792" - osserva lo storico statunitense John Chester Miller - "principalmente per effetto dell'iniziativa di Hamilton, il pesante debito ereditato dalla Guerra d'Indipendenza si avviò all'estinzione, il prezzo dei titoli governativi fu stabilizzato, emerse la ricchezza tesaurizzata nei beni rifugio, nacque un sistema di gestione e controllo dell'indebitamento, il potere del Governo centrale si impose con decisione sugli Stati confederati, i capitali esteri iniziarono ad affluire negli Stati Uniti, e si consolidò la prassi del credito federale".
La Relazione sul Credito Pubblico e le argomentazioni a favore della Banca degli Stati Uniti gettarono le basi per un Governo nazionale realmente operativo nel pieno delle sue funzioni.